# Heather McDermid
Pour les articles homonymes, voir McDermid.
Heather McDermid est une rameuse canadienne née le 17 octobre 1968 à Calgary. 

## Biographie
Elle est vice-championne olympique en huit en 1996 à Atlanta (avec Jessica Monroe, Lesley Thompson-Willie, Tosha Tsang, Maria Maunder, Alison Korn, Emma Robinson, Anna Van der Kamp et Theresa Luke).
En 2000, Heather McDermid est médaillée de bronze en huit avec Laryssa Biesenthal, Alison Korn, Emma Robinson, Theresa Luke, Heather Davis, Dorota Urbaniak, Lesley Thompson-Willie et Buffy Alexander-Williams.

## Palmarès

### Jeux olympiques
- Jeux olympiques d'été de 1996  à Atlanta,  États-Unis
  -  Médaille d'argent en huit

- Jeux olympiques d'été de 2000 à Sydney,  Australie
  -  Médaille de bronze en huit

### Championnats du monde
- Championnats du monde d'aviron 1999 à Saint Catharines,  Canada
  -  Médaille de bronze en huit